# 詩帖
《詩帖》，原名《穠芳詩帖》，是北宋皇帝兼書法家趙佶（宋徽宗）的墨寶。以瘦金體寫成，字體刻意誇大，是傳世徽宗書蹟中最大的，行筆更為挺拔剛勁。

## 原文
|  | 穠芳依翠萼，煥爛一庭中。零露霑如醉，殘霞照似融。丹青難下筆，造化獨留功。舞蝶迷香徑，翩翩逐晚風。 |

這卷大字瘦金書為絹地，瘦硬中不失腴潤之致，豪氣躍然，顯皇家氣象。
卷後有陳邦彥觀款：“宣和書畫超軼千古，此卷以畫法作書，脫去筆墨畦逕，行間如幽蘭叢竹，冷冷作風雨聲，真神品也。”
對於這卷大字，蔣勳先生道出了這樣的感慨：
我們知道我們在寫毛筆的時候，有一個東西叫鋒。我們從小寫字，父親教我們寫字都說你要藏鋒，寫到結尾的時候要收回來。老子的意思說鋒就是鋒芒，鋒芒是最容易斷的地方，所以中國有一個人情的哲學，就是說你最好不要冒尖，那個尖就是鋒。可是宋徽宗就是出鋒的，他所有的瘦金體，都是把別人不敢放出來的鋒芒，全部鋒芒畢露。我們果然看到了悲劇。可是我也感到說這個文化裡，如果沒有宋徽宗，我們大概也太圓滑了。

我覺得宋徽宗是這個文化裡惟一讓我看到年輕、熱情而敢於走向悲劇的。他是一個真正創造了美的帝王，他其實對自己的生命太清楚，他的那首詩後面說，“舞蝶迷香徑 翩翩逐晚風”，他說在開滿花的那個小路上面，他已經迷了路。他知道已經到了最後，一個皇朝的最沒落的時候。我覺得他最後是一個殉美的態度，他幾乎是用美做了他自己的一個殉亡。
1126年，北宋滅亡。鐵蹄很快就踏碎了美麗的夢。徽宗帶著他一切的美好：珍奇的花石、超妙的字畫、隨風飄動的牡丹花瓣、翩翩起舞的仙鶴、還有天青色的汝瓷一起歸於湮滅。